# Wolfgang Steuer
Wolfgang Steuer (* 15. April 1915 in Limburgerhof; † 7. Januar 1999 in Gauting) war ein deutscher Förster und Politiker (SPD). Er war von 1961 bis 1962 Abgeordneter des Bayerischen Landtages.

## Leben
Nach dem Abitur 1934 am Humanistischen Gymnasium in Pirmasens leistete Steuer Reichsarbeits- und Wehrdienst. Zum 1. Mai 1937 trat er der NSDAP bei. Im Anschluss nahm er ein Studium der Forstwissenschaft an der Universität München und der Forstlichen Hochschule Eberswalde auf, das er 1939 abschloss. Während des Zweiten Weltkrieges wurde er als Frontsoldat bei der Gebirgstruppe eingesetzt, zuletzt als Hauptmann der Reserve.
Steuer arbeitete nach dem Kriegsende bei diversen Forstverwaltungen. Er legte 1947 das Staatsexamen ab und wurde 1949 Leiter der Staatlichen Waldarbeiterschule Nürnberg-Buchenbühl. Ab 1954 war er Vorstand des Forstamtes in Sonthofen. Als Mitglied der Gewerkschaft Landwirtschaft und Forsten (GLF) war der Oberforstmeister 1959 und 1961 Vorsitzender des Hauptpersonalrates bei der Ministerialforstabteilung im Bayerischen Staatsministerium für Ernährung, Landwirtschaft und Forsten.
Steuer war ab 1959 Vorsitzender des SPD-Kreisverbandes Sonthofen/Allgäu. Am 25. Oktober 1961 rückte er für den ausgeschiedenen Abgeordneten Alois Strohmayr in den Bayerischen Landtag nach, dem er bis zum Ende der vierten Legislaturperiode 1962 angehörte. Im Parlament war er Mitglied des Ausschusses für Ernährung und Landwirtschaft.

## Veröffentlichungen
- Vom Baum zum Holz. Nutzholzarten – Holzschäden – Ausformung – Holzernte – Rundholzsortierung – Verkauf. DRW-Verlag, Stuttgart 1985, ISBN 3-87181-311-7.